# Bradykinine
La bradykinine (du grec ancien βραδύς / bradýs = lent) est une kinine fabriquée sous l'action d'une enzyme libérée dans la sueur. Elle a un effet vasodilatateur.
Il s'agit d'une hormone peptidique (nonapeptide) qui agit sur les muscles lisses, qui dilate les vaisseaux sanguins et qui augmente la perméabilité des capillaires.

## Structure
La séquence d’acides aminés de la bradykinine est : Arg–Pro–Pro–Gly–Phe–Ser–Pro–Phe–Arg.

## Synthèse
L’activité du système kinine-kallikréine entraîne la fabrication de la bradykinine par clivage protéolytique de son précurseur kininogène, kininogène de haut poids moléculaire (KHPM), en faisant intervenir une enzyme, la kininogénase.

## Métabolisme
Chez les êtres humains, la bradykinine est dégradée par trois kininases : l'Enzyme de conversion de l'angiotensine (ECA), l’aminopeptidase P (APP) et la carboxypeptidase N (CPN), qui clivent les positions 7-8, 1-2, et 8-9, respectivement,.

## Rôle physiologique

### Effets
La bradykinine est un puissant vasodilatateur endothélium-dépendant, qui provoque le relâchement des muscles lisses non vasculaires dans la circulation systémique, augmente la perméabilité vasculaire et est également impliquée dans le mécanisme de la douleur. À certains égards, son action est similaire à celle de l’histamine ; comme l’histamine, elle est libérée des veinules plutôt que des artérioles. Dans la circulation pulmonaire, elle a un effet vasoconstricteur. Au niveau du canal artériel aussi, où elle permet sa fermeture vers le troisième jour de vie (synthétisée au niveau des capillaire pulmonaires et relarguée dans l'organisme après l'ouverture du circuit sanguin pulmonaire à la naissance).
La bradykinine induit l’augmentation des taux de calcium dans les astrocytes néocorticaux, de sorte qu’ils libèrent du glutamate.
On suppose que par son effet bronchoconstricteur, la bradykinine est à l’origine de la toux sèche, observée chez certains patients prenant des médicaments inhibiteurs de l'enzyme de conversion de l'angiotensine (IECA). Cette toux réfractaire est une cause courante de l’arrêt du traitement par les inhibiteurs de l’ECA.

### Récepteurs
Chez les mammifères, on connaît deux types de récepteurs de la bradykinine. Le récepteur B1 est uniquement exprimé à la suite d'une lésion tissulaire et on suppose qu’il joue un rôle dans la douleur chronique. Le récepteur B2 est constitutivement actif et participe à l’action vasodilatatrice de la bradykinine.

## Historique
La bradykinine a été découverte par trois physiologistes et pharmacologistes brésiliens travaillant à l’Instituto de Biologia de São Paulo, à São Paulo, dirigé par le Dr Maurício Rocha e Silva. Avec des collègues, Wilson Teixeira Beraldo et Gastão Rosenfeld ils ont découvert en 1948 ses puissants effets hypotenseurs dans des préparations animales. La bradykinine a été détectée dans le plasma sanguin d’animaux après l’addition de venin de Bothrops jararaca (serpent fer de lance brésilien), qui avait été apporté par Rosenfeld de l’Institut Butantan. Cette découverte s’inscrivait dans le cadre d’une étude en cours sur le choc circulatoire et les enzymes protéolytiques liées à la toxicologie des morsures de serpent, initiée par Rocha e Silva dès 1939. La bradykinine devait se révéler être un nouveau principe d’autopharmacologique c’est-à-dire une substance qui est libérée dans le corps par une transformation métabolique de précurseurs qui sont pharmacologiquement actifs. Selon BJ Hagwood, le biographe de Rocha e Silva : « La découverte de la bradykinine a entraîné une nouvelle compréhension de nombreux phénomènes physiologiques et pathologiques, y compris le choc circulatoire, induit par le venin et les toxines. »

## Applications
L’importance pratique de la découverte de la bradykinine est devenue évidente lorsque l’un de ses collaborateurs à l'École de Médecine de Ribeirão Preto à l’Université de São Paulo, le Dr Sérgio Henrique Ferreira, a découvert un facteur potentialisant l’effet de la bradykinine (BPF) dans le venin bothropique, qui augmente de manière significative et la durée et l’ampleur de ses effets sur la vasodilatation et la baisse consécutive de la pression artérielle. En se fondant sur ce résultat, les scientifiques de Squibb ont développé le premier d’une nouvelle génération de médicaments anti-hypertenseurs très efficaces, appelés inhibiteurs de l'ECA, tels que le captopril (commercialisé sous la marque Capoten), qui a, depuis lors, sauvé de nombreuses vies.